# Judy Parfitt
Pour les articles homonymes, voir Parfitt.
Judy Parfitt est une actrice anglaise, née le 7 novembre 1935 à Sheffield (Royaume-Uni).

## Filmographie

### Cinéma
- 1964 : Au 7ème coup (en) (Hide and Seek) de Cy Endfield : Chauffeur
- 1969 : Hamlet de Tony Richardson : Gertrude
- 1970 : The Mind of Mr. Soames (en) de Alan Cooke : Jenny Bannerman
- 1971 : Journey to Murder de Gerry O'Hara : Faith Wheeler (Do Me a Favor - Kill Me!)
- 1975 : Galileo de Joseph Losey : Angelica Sarti
- 1984 : Champions de John Irvin : Dr Merrow
- 1984 : The Chain de Jack Gold : Deidre
- 1987 : Maurice de James Ivory : Mrs. Durham
- 1989 : Diamond Skulls (en) de Nick Broomfield : Lady Crewne
- 1989 : Getting It Right de Randal Kleiser : Lady Stella Munday
- 1991 : King Ralph de David S. Ward : Queen Katherine
- 1993 : Silent Cries (en) de Anthony Page : Beryl Stacton
- 1995 : Dolores Claiborne de Taylor Hackford : Vera Donovan
- 1996 : Chronique d'une mort volontaire (Goodbye My Love) de Richard Signy : Ruth
- 1997 : Oscar Wilde de Brian Gilbert : Lady Mount-Temple
- 1998 : À tout jamais, une histoire de Cendrillon (Ever After) de Andy Tennant : Queen Marie
- 2000 : Falling Through de Colin Bucksey : L'ambassadrice
- 2003 : La Jeune Fille à la perle (Girl with a Pearl Earring) de Peter Webber : Maria Thins
- 2004 : Le pacte (en) (The Aryan Couple) de John Daly : Rachel Krauzenberg
- 2005 : Asylum de David Mackenzie : Brenda Raphael

### Télévision

#### Séries télévisées
- 1962 : Chapeau melon et bottes de cuir : Brenda Paterson
- 1963 : Chapeau Melon et Bottes de Cuir : Miss Helys (Bullseye)
- 1965 : A Man Called Harry Brent : Jacqueline Dawson
- 1966 : David Copperfield : Rosa Dartle
- 1967 : Le Saint : Anne Liskard
- 1967 : Chapeau Melon et Bottes de Cuir: Vesta (Escape in time)
- 1969 : Chapeau melon et bottes de cuir : Loris (George et Fred)
- 1970 : Villette : Lucy Snowe
- 1972 : The Edwardians (en) : E.Nesbit
- 1974 : Shoulder to Shoulder : Lady Constance Lytton
- 1980 : Orgueil et Préjugés (Pride and Prejudice) : Lady Catherine de Bourgh
- 1980 : A Tale of Two Cities (en) : Madame Defarge
- 1984 : Le Joyau de la couronne (The Jewel in the Crown) : Mildred Layton
- 1986 : Mr Pye : Miss. Dredger
- 1987 : The Charmer (en) : Alison Warren
- 1990 : The Gravy Train : Hilda Spearpoint
- 1991 : The Gravy Train Goes East : Hilda Spearpoint
- 1993 : Eye of the Storm : Martha
- 1994 : The Lifeboat : Lady Myers Lloyd
- 1998 : Berkeley Square : Lady Harmonsworth
- 2000-2002 : Urgences : Isabelle Corday
- 2004 : Hercule Poirot (série TV, épisode Mort sur le Nil) : Miss Van Schuyler
- 2005 : Funland : Mercy Woolf
- 2008 : Le Crépuscule des héros (Days of Misrule), 65e épisode de la série télévisée Inspecteur Barnaby – Rôle : Caroline Halsey
- 2008 : La Petite Dorrit : Mme Clennam
- 2012-2022 : Call the Midwife : Sœur Monica Joan (93 épisodes)

#### Téléfilms
- 1965 : Common Ground
- 1967 : Angel Pavement : Lilian Matfield
- 1973 : Alice Through the Looking Glass de James MacTaggart : La Reine rouge
- 1976 : The Unborn
- 1979 : Secret Orchards de Richard Loncraine: Muriel Perry
- 1979 : Malice Aforethought : Julia Bickleigh
- 1980 : Death of a Princess de Anthony Thomas : Elsa Gruber
- 1985 : Prête-moi ta vie (Deceptions) de Robert Chenault et Melville Shavelson : Lady Chasson
- 1985 : Bon Voyage : Lola Widmeyer
- 1985 : Covenant : Renata Beck
- 1989 : Act of Will : Alicia Drummond
- 1992 : Midnight's Child
- 1992 : The Blackheath Poisonings : Harriet Collard
- 1993 : The Return of the Borrowers : Mrs. Platter
- 1995 : Loving : Mrs. Tennant
- 1995 : Heavy Weather de Jack Gold : Lady Constance Keeble
- 1996 : September : Verena
- 1996 : Element of Doubt (en) de Christopher Morahan : Genevieve
- 1997 : The Ruby Ring : Mrs. Puxley
- 2001 : The Hunt
- 2003 : Hearts of Gold : Isobel John
- 2004 : The Long Firm : Lady Ruth Thursby